# نیکودموس تسین جوان
 نیکودموس تسین جوان (انگلیسی: Nicodemus Tessin the Younger؛ ۲۳ مهٔ ۱۶۵۴ – ۱۰ آوریل ۱۷۲۸) یک معمار اهل سوئد بود. 